# Schweizer Meisterschaften in der Nordischen Kombination 2011

Logo des Schweizer Skiverbandes

Die Schweizer Meisterschaften in der Nordischen Kombination 2011 fanden am 8. Oktober 2011 im Schweizer Einsiedeln statt. Die Meisterschaften wurden im Einzel von der Grossschanze und über 10 km ausgerichtet. Dabei wurden die Altersklassen Senioren und Junioren gemischt ausgetragen. Ausrichter war der Schweizer Skiverband Swiss-Ski.

## Ergebnis

### Senioren
| Platz | Sportler            |
| ----- | ------------------- |
| 1     | Tim Hug             |
| 2     | Seppi Hurschler     |
| 3     | Christian Erichsen  |
| 4     | Ivo Hess            |
| 5     | Jan Kirschhofer     |
| 6     | Raphael Heimgartner |
| 7     | Sven Fawer          |
| 8     | Samuel Wiget        |
| 9     | Lukas Niedhart      |
| 10    | Jannick Kaufmann    |
| 11    | Felix Kopp          |

### Junioren
| Platz | Sportler            |
| ----- | ------------------- |
| 1     | Jan Kirschhofer     |
| 2     | Raphael Heimgartner |
| 3     | Sven Fawer          |
| 4     | Samuel Wiget        |
| 5     | Lukas Niedhart      |
| 6     | Jannick Kaufmann    |
| 7     | Felix Kopp          |